# 維柳伊斯克區

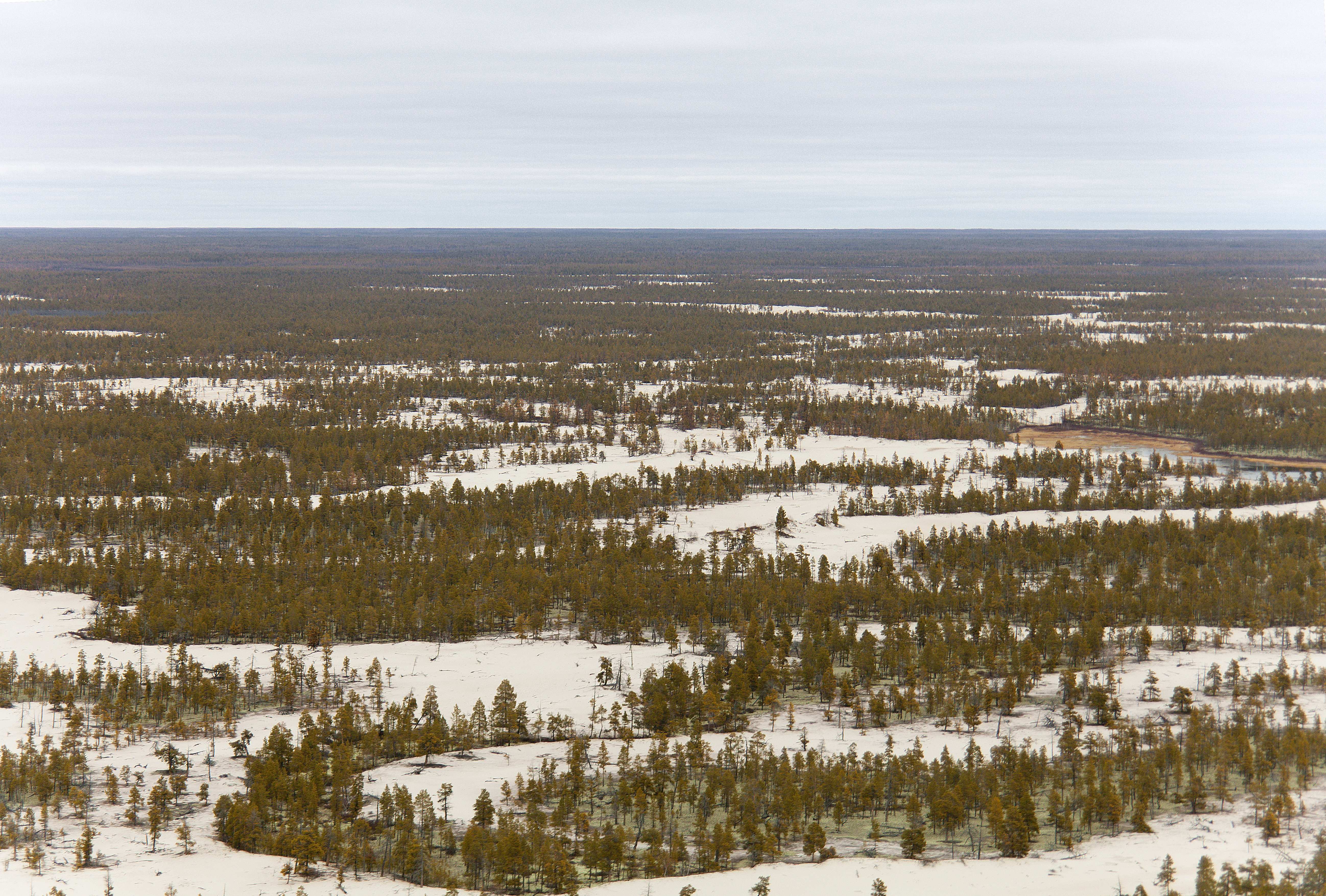

63°45′N 121°37′E / 63.750°N 121.617°E
維柳伊斯克區（俄语：Вилюйский улус），是俄羅斯的一個區，位於該國東部，由薩哈共和國負責管轄，始建於1930年1月9日，面積55,200平方公里，2010年人口25,222，人口密度每平方公里0.46人。